# Herman Ekhagen
Herman Ekhagen, född 12 juli 1891 i Kristinehamn, död 28 maj 1973 i Stockholm, var en svensk direktör, illustratör och akvarellmålare.
Han var son till köpmannen Carl Ekhagen och Emelie Backlund samt från 1921 gift med Anna Maria Kjerling.
Ekhagen studerade vid Althins målarskola i Stockholm samt bedrev reklamstudier i USA. Tillsammans med Gerhard Larsson ställde han ut i Eskilstuna. Han var under en tioårsperiod bosatt på Kuba och när han återkom till Sverige etablerade han en reklamfirma. Som illustratör illustrerade han Henry van Dykes Berättelsen om den fjärde vise mannen 1929 och Erik Zetterströms Den stora leksaken, en bilbok för alla.